# 5691 Fredwatson
5691 Fredwatson è un asteroide della fascia principale. Scoperto nel 1992, presenta un'orbita caratterizzata da un semiasse maggiore pari a 2,3337329 UA e da un'eccentricità di 0,1174343, inclinata di 26,22892° rispetto all'eclittica.